# Unterhollenberg
Unterhollenberg ist ein Ort in der Gemeinde Engelskirchen im Oberbergischen Kreis in Nordrhein-Westfalen in Deutschland.

## Lage und Beschreibung
Der Ort liegt im Nordosten von Engelskirchen bei Ründeroth. Nachbarorte sind Müllensiefen, Wahlscheid, Thal, Dörrenberg und das in unmittelbarer Nähe gelegene Oberhollenberg.

## Geschichte
1535 wird der Ort mit der Bezeichnung „Hollenberch“ erstmals in einer Kirchensteuerliste des Kirchspiels Ründeroth genannt. In der Preußischen Uraufnahme von 1840 wird der Ort bereits in Ober- und Unterhollenberg untergliedert.